# Gap Inc.

Logo des Unternehmens von 1986 bis 2016

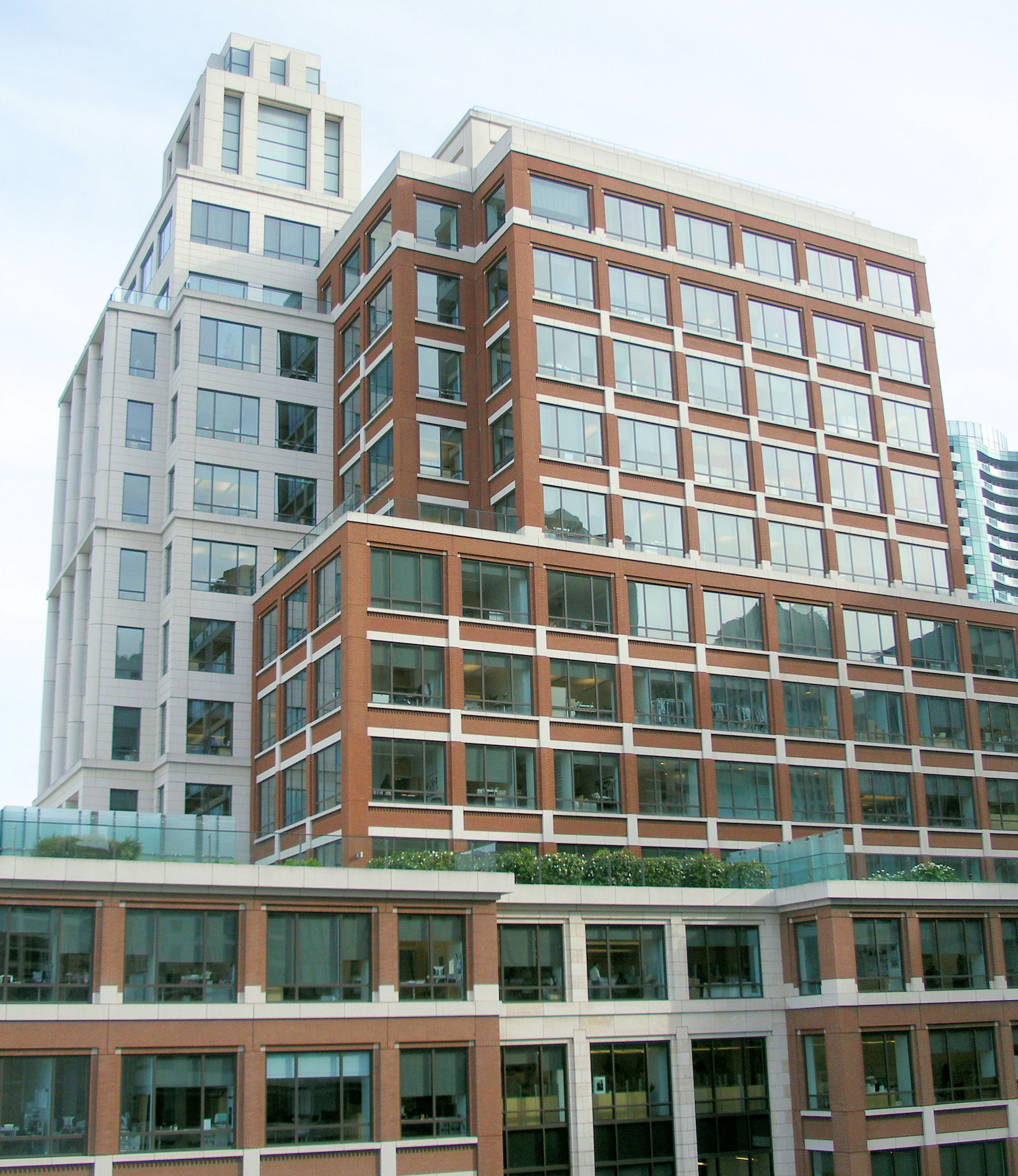
Die Firmenzentrale der Gap Inc. in San Francisco im März 2010

Gap Inc. ist der größte US-amerikanische Bekleidungseinzelhändler mit Hauptsitz in San Francisco. Von den weltweit ca. 3.700 Ladengeschäften der verschiedenen Marken betreibt das Unternehmen Gap, Inc. in den USA, Kanada, Großbritannien, Frankreich, Irland, Italien, Japan und China um die 3.300 selbst; der Rest ist an Franchisenehmer in Asien, Australien, Osteuropa, Südamerika, Afrika und im Nahen Osten vergeben.
Das 1988 begonnene Engagement im deutschen Markt durch Gap selbst wurde 2004 aufgegeben und im Dezember 2014 durch eine Zusammenarbeit mit dem deutschen Online-Händler Zalando wieder aufgenommen. 

## Geschichte
Gap wurde 1969 von Doris und Donald G. Fisher gegründet. Der Name leitet sich von den Differenzen zwischen Kindern und Eltern ab („the generation gap“), im Deutschen als Generationenkonflikt bekannt. Anfänglich wurden Marken wie zum Beispiel Levi’s verkauft. Die Fishers spürten aber immer mehr, dass die Nachfrage nach gutem Kundendienst und modischer Kleidung nicht befriedigt wurden. Deshalb begannen sie 1982 mit dem Entwurf und der Vermarktung eigener Ideen. 1983 wurde Millard ‘Mickey’ Drexler als CEO angestellt. 1986 kam zu der Bekleidung für Damen und Herren unter dem Namen Gap Kids Kinderbekleidung hinzu. Babybekleidung folgte mit Baby Gap 1990. Seit 1990 verkauft Gap keine Fremdmarken mehr. Unter Drexler entwickelte sich der Umsatz von Gap, Inc. von um die 400 Millionen Dollar Anfang der 1980er Jahre über 1,6 Milliarden Dollar im Jahr 1989 zu fast 14 Milliarden Dollar im Jahr 2001. Heute bietet Gap Bekleidung Accessoires und Schuhe für alle Altersgruppen und Geschlechter an. 
Robert J. Fisher, Donalds Sohn, übernahm 2004 die Position des Aufsichtsratsvorsitzenden. Fisher entließ Drexler 2002, als die Umsätze stagnierten, und setzte stattdessen den Disney-Manager Paul S. Pressler ein. Weil Pressler die Umsätze nicht steigern konnte, musste er 2007 gehen. Auf Pressler folgte der Kanadier Glenn Murphy, der die Vorstandsposition 2015 an den Gap-Manager und ehemaligen Boston-Consulting-Group-Partner, Art Peck, übergab. Peck verließ das Unternehmen Anfang November 2019 aufgrund enttäuschender Ertragszahlen und wurde vorübergehend durch Robert Fisher ersetzt. Der Familie Fisher gehören mehr als 25 % des Unternehmens. In den USA gibt es mehr als 900 Gap-Ladengeschäfte und -Outlets; in Kanada existieren um die weitere 120 Gap-Geschäfte. 
Am 28. Februar 2019 gab die Gap Inc. bis 2020 die geplante Aufspaltung des Unternehmens bekannt. Danach soll mit der Marke Old Navy ein eigenes Unternehmen entstehen, und ein weiteres Unternehmen mit dem vorübergehenden Namen NewCo soll die Marken Gap, Banana Republic, Athleta, Hill City und Intermix bündeln. Zudem werden rund 230 von rund 3650 Filialen geschlossen. Gap Inc. ist in rund 40 Ländern weltweit präsent.

### Internationale Expansion ab 1987
Mit einem Gap-Geschäft in London begann das Unternehmen 1987 mit der internationalen Expansion. Heute betreibt Gap, Inc. in Europa um die 200 eigene Gap- und Banana Republic-Ladengeschäfte. Daneben gibt es über 30 von Franchisenehmern unterhaltene europäische Standorte. 2015 existierten in Europa in vier Ländern von dem Konzern selbst betriebene Gap-Ladengeschäfte: Großbritannien (über 140 Filialen), Irland (4 ×), Frankreich (33 ×, davon 20 in Paris) und Italien (9 ×). Mit Ausnahme von Frankreich werden in diesen Ländern auch Gap-Outlets betrieben. Dazu kamen in Großbritannien neun eigene Banana Republic-Filialen (7 × in London sowie jeweils ein Ladengeschäft in Manchester und Bath), sodass Gap, Inc. in Europa insgesamt um die 200 eigene Geschäfte betreibt. Über einen eigenen europäischen Onlineshop für die Marken Gap und Banana Republic werden noch weitere europäische Märkte bedient. Der erste eigene Banana Republic-Laden außerhalb der USA war 2005 in Tokio eröffnet worden, 2007 öffnete eine Franchise-Filiale in Seoul. Es folgten Ladengeschäfte in Südostasien, im Nahen Osten und der Türkei, die ebenso durch Franchise-Partner betrieben werden. 2008 wurde die erste eigene Banana Republic-Filiale in Europa, in London eingeweiht. In Paris gibt es Banana Republic seit 2011.
Über ein 2008 mit der griechischen Marinopoulos Group vereinbartes Franchiseabkommen wurden in den Folgejahren in Griechenland, Rumänien, Bulgarien, Zypern und Kroatien Gap-Geschäfte eröffnet. Die Läden in Bukarest wurden allerdings 2014 wieder geschlossen. 2011 erschloss Gap mit einem ersten Ladengeschäft in Warschau über einen lokalen Franchisenehmer den polnischen Markt. Außerhalb von Nordamerika und Europa unterhält Gap, Inc. nur in Japan (um die 170 Geschäfte) und China selbst betriebene Filialen. Über weitere Franchise-Nehmer werden in zahlreichen anderen Ländern Gap- und in einigen Ländern auch Banana Republic Ladengeschäfte unterhalten, bspw. in Marokko, Ägypten, der Ukraine, der Türkei, Russland, Thailand, Israel, Chile, Brasilien, Australien oder Südafrika.

### Gap in Deutschland
1988 eröffnete das erste deutsche Gap-Geschäft in Essen und wurde noch im gleichen Jahr wieder geschlossen. Ab 1996 waren in Deutschland in einem zweiten Anlauf sukzessive Gap-Filialen in Düsseldorf, Oberhausen, Köln, Stuttgart, München, Aachen und Berlin etabliert worden. Ende der 1990er Jahre gab es Pläne, langfristig um die 500 Gap-Geschäfte in Deutschland zu betreiben. Ab 2002 gab es für eine kurze Zeit zudem Old Navy und Banana Republic Verkaufsflächen in Karstadt-Filialen bzw. im KaDeWe in Berlin. Das Engagement in Deutschland endete 2004 aufgrund von Etablierungsschwierigkeiten im deutschen Markt mit dem Verkauf aller acht verbleibenden Gap-Filialen an den größten europäischen Konkurrenten Hennes & Mauritz (H&M). Ende 2014 beschloss Gap, Inc. ab Mai 2015 durch eine Kooperation mit Zalando über deren Onlineshop nach rund 10 Jahren erneut in den deutschen Markt einzutreten.

### Gap in Österreich
Nachdem bereits ab Mitte der 1990er angekündigt worden war, Gap auch auf dem österreichischen Markt zu etablieren, kam der Österreich-Start von Gap in den nachfolgenden Jahren nicht wirklich voran, unter anderem, weil unter den Franchisenehmern ein Streit um die Markteinführung entbrannte. Nachdem Ende des Jahres 2001 ein erster Gap-Shop im 19. Wiener Gemeindebezirk eröffnet wurde und daneben zwei Minifilialen entstanden, waren daraufhin zwischen vier und fünf weitere Filialen geplant. Das Gap-Engagement in Österreich endete vorerst 2003. Im Sommer 2014 öffnete im Donau Zentrum ein durch einen israelischen Franchisenehmer betriebenes Gap-Geschäft.

## Marken
Heute gehören neben Gap fünf weitere Marken zum Gap-Konzern: 
Banana Republic

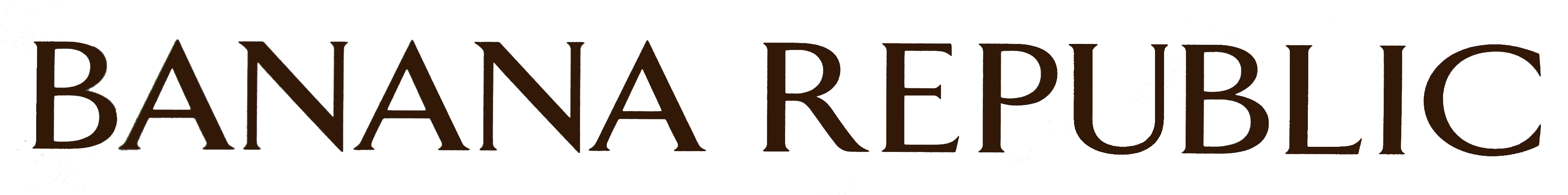
Logo von Banana Republic

- Das 1978 von Mel und Patricia Ziegler in San Francisco gegründete Unternehmen Banana Republic, welches im Gap-Konzern heute hochpreisigere und elegantere Mode für Damen und Herren anbietet, wurde 1983 aufgekauft. Bis 1989 wurde das ursprüngliche Safari-Thema der Marke beibehalten. Mittlerweile wurde das Portfolio um Schuhe, Schmuck, Brillen und Parfüm für Damen und Herren erweitert; Kinderbekleidung gehört nicht zum Sortiment. In den USA gibt es um die 600 Banana Republic Geschäfte und Outlets; in Kanada knapp 40.

Old Navy

Logo von Old Navy

- Old Navy wurde 1994 auf den Markt gebracht, um das untere Preissegment für Damen-, Herren- und Kinderbekleidung abzudecken. Die ersten Old Navy Geschäfte wurden in Outlet-Malls errichtet und ähnelten von der Inneneinrichtung Lagerhäusern. Der Name geht auf eine Bar in Paris zurück, die Drexler zuvor besucht hatte. Von dieser Marke betreibt Gap, Inc. über 1.000 Ladengeschäfte in den USA und um die 100 in Kanada.

Athleta
- Der 1998 gegründete Online-Versandhändler für Damen-Sportbekleidung, Athleta, wurde 2008 von Gap, Inc. erworben. 2011 eröffnete das erste Athleta-Ladengeschäft in San Francisco; 2015 existierten über 100 Athleta-Ladengeschäfte in den USA.

Hill City
- 2018 brachte Gap Inc., auch im Hinblick auf Konkurrenten wie Lululemon Athletica, das Pendant zu Athleta für Herren namens Hill City auf den Markt. Die Sport- und Fitness-Bekleidung für Männer wurde bis Ende 2019 ausschließlich über die eigene Webseite verkauft. Seither gibt es ein temporäres Ladengeschäft in San Francisco, Warenflächen in ausgewählten Athleta-Geschäften und eine Zusammenarbeit mit wenigen externen Einzelhändlern.

Intermix
- 2013 übernahm Gap, Inc. für 130 Millionen Dollar den 1993 in New York gegründeten Multi-Marken-Einzelhändler Intermix für gehobene Damenmode, der in den USA und Kanada über 35 Ladengeschäfte und einen Onlineshop betreibt.

aufgegebene Marken:
- 2004 wurde in den USA die Marke Forth & Towne auf den Markt gebracht, deren Zielgruppe Frauen über 35 Jahre waren. Jedoch wurde das letzte der Forth & Towne Ladengeschäfte Ende August 2007 geschlossen und die Marke damit eingestellt.

- 2006 etablierte Gap, Inc. den Online-Einzelhändler Piperlime, dessen Sortiment von anfänglich Schuhen und Accessoires in der Folge um Bekleidung für Damen und Herren erweitert wurde. Im New Yorker Stadtteil SoHo bestand ab Ende 2012 das einzige Ladengeschäft von Piperlime. Gap, Inc. löste das Unternehmen Piperlime, mit dem weniger als 100 Millionen Dollar Jahresumsatz generiert worden waren, zum April 2015 auf, um sich auf die Kernmarken des Unternehmens zu konzentrieren.[8][9]

## Kritik
Nach einer internationalen Medienkampagne wegen schlechter Arbeitsbedingungen erklärte sich Gap als erstes großes Unternehmen der USA 1995 bereit, unabhängig überwacht zu werden.
Ende Oktober 2007 berichtete die britische Zeitung The Observer von Kinderarbeit in Neu-Delhi. Ein Sprecher des Unternehmens kündigte an, zehntausende Kleidungsstücke aus dem Verkauf zurückzuziehen.
Bei der Gegenveranstaltung zum Weltwirtschaftsforum, Public Eye on Davos, wurde GAP 2014 für seine Kooperationsweigerung bei Reformen in der Textilbranche von Bangladesch von der Fachjury mit einem Negativpreis ausgezeichnet.